# Скопос (Кавала)
Скопос (грч. Σκοπός) је насељено место у општини Места у периферији Источна Македонија и Тракија, Грчка. Према попису из 2021. године био је 21 становник.
Према бугарском географу и историчару, Василу Канчову, у Скопосу је 1900. године живело 200 Турака. Године 1924. турско становништво је принудно исељено у Турску а на њихово место су насељене грчке избегличке породице, којих је на попису из 1928. године било 226. Село се раније звало Муратли.